# 真柄溪
真柄溪，又名馬海溪，位於台灣東部之縣市管河川，幹流長度4.00公里，流域面積6.15平方公里，分佈於台東縣長濱鄉。主流發源於長濱鄉三間村三間屋山南側，向東南流經真柄（馬稼海）南側，於省道台11線真柄橋東北側注入太平洋。